# 1625 The NORC
1625 The NORC (1953 RB) là một tiểu hành tinh nằm phía ngoài của vành đai chính được phát hiện ngày 1 tháng 9 năm 1953 bởi S. Arend ở Uccle. Nó được đặt theo tên IBM Naval Ordnance Research Calculator.